# Baryceros tibiator
Baryceros tibiator är en stekelart som beskrevs av Dmitriy R. Kasparyan och Ruiz-cancino 2005. Baryceros tibiator ingår i släktet Baryceros och familjen brokparasitsteklar. Inga underarter finns listade.